# Dro-Soft
Dro Soft fue una distribuidora española de software durante la segunda mitad de la década de 1980 y la primera mitad de la década de 1990. Se inició en 1984 desde el sello discográfico Discos Radiactivos Organizados (DRO), vinculado al grupo musical Aviador Dro. Aparte de distribuir software importado, Dro Soft también distribuyó a pequeñas compañías españolas (Magic Hand, Josko Soft, Silicon Games, Techno Arts, Xortrapa Soft, Gamart, Animagic, Juliet Software, New Frontier) y desarrolló una producción propia, incluyendo títulos de arcade  (El Cid, 1987, o Explorer XXXI, 1988) o juegos bajo licencia (la versión para ZX Spectrum de Budokan: The Martial Spirit, 1991). En 1994 fue adquirida por Electronic Arts para la creación de su delegación en España.

## Títulos distribuidos
- 3D Construction Kit
- Budokan: The Martial Spirit
- El Cid
- Explorer XXXI
- Igor: Objetivo Uikokahonia
- Mortadelo y Filemón
- Mortadelo y Filemón II: Safari callejero